# The Annual of the British School at Athens
The Annual of the British School at Athens (abgekürzt ABSA oder BSA) ist die in der Regel jährlich erscheinende Zeitschrift der British School at Athens.
Die 1886 gegründete British School gibt die Zeitschrift seit 1894 heraus. Bis zum Jahr 2016 sind 111 Bände erschienen. Die Beiträge, die alle einen Peer-Review durchlaufen, decken einen breiten Rahmen griechischer Studien ab. Sie widmen sich allen Bereichen archäologischer und altertumswissenschaftlicher Forschung, sofern sie einen Bezug zur griechischen Geschichte im weitesten Sinn aufweisen. So sind die Beiträge nicht allein auf das heutige Griechenland begrenzt, sondern schließen den ganzen Raum griechischer antiker Kultur und ihrer Vorgänger ein. Berührungspunkte zu benachbarten Völkern und die Beziehungen zu diesen werden ebenfalls einbezogen. Die ISSN für den Printbereich lautet 0068-2454, für die Online-Ausgabe 2045-2403.
In Ergänzung werden in regelmäßigen Abständen Supplement-Bände herausgegeben, die zumeist der zusammenfassenden und abschließenden Ergebnisdarstellung der eigenen Forschungen dienen oder in sich geschlossene Forschungskomplexe britischer Altertumswissenschaftler veröffentlichen. 2009 wurde Supplementum 45 herausgegeben.